# Bændelvandaks
Bændelvandaks eller Bændel-vandaks Potamogeton compressus er en art af vandplanter i slægten vandaks.

## Beskrivelse
Bændelvandaks danner en stærkt flad, robust forgreningsstamme op til 90 cm i maksimal længde. Den vokser hvert år fra turioner (overvintringsskud) og frø, og producerer buskede planter, der forgrener sig nær overfladen med lange, temmelig græslignende blade, der er 85–240 mm lange og 3-6 mm brede, olivengrønne eller mørkegrønne, nogle gange med et rødligt skær, nær overfladen. Hvert blad har to årer på hver side af midterribben og er stump spids. Der er ingen jordstængler eller flydende blade.
Blomsterstandene er op til 6 mm lange med 4-6 blomster med en korte stængler (5–20 mm lange, lejlighedsvis mere). Frugterne er 3,1-4 x 2,1–3 mm.
Bændelvandaks skelnes forholdsvis let fra de fleste andre arter af vandaks ved sin kombination af stærkt flade stængler og trådene i bladet.

## Udbredelse
Bændelvandaks er hjemmehørende i Nordeuropa (Østrig, Storbritannien, Danmark, Finland, Frankrig, Tyskland, Irland, Holland, Polen, Rusland, Spanien, Sverige, Schweiz, Ukraine), Asien (Kina (Yunnan), Japan, Kasakhstan, Mongoliet, Rusland).
I Nordamerika forekommer P. compressus / zosteriformis i det nordlige USA og Canada, og der er isolerede bestande på Balkan. Der er betydelig usikkerhed om den nøjagtige udbredelse af denne art i Sibirien og Canada.
Bændelvandaks er i tilbagegang i Danmark, og er regnet som truet art på den danske rødliste 2019.

## Habitat
Bændelvandaks vokser i stille eller langsomt flydende, lavlandet, kalkrige og ofte temmelig næringsrige vandområder, såsom bagvande i floder, damme og langsomtgående vandløb, normalt på fine underlag som sand, silt, ler eller tørv, normalt i mindre end 1,5 m vanddybde. Imidlertid er der rapporteret om japanske bestande der vokser i 5 m vand. Den er også i stand til at kolonisere kunstige levesteder som kanaler og drængrøfter, så længe disse ikke er stærkt trafikeret. Bændelvandaks er intolerant over for grumset vand og foretrækker lidt skygge. Ligesom sin nære slægtning Potamogeton acutifolius vokser den sjældent i søer; det lave rodsystem er intolerant over for forstyrrelser og er derfor sårbart over for vindpåvirkning, forstyrrelser fra både og fiskeri.
Bændelvandaks har en tendens til at blive udkonkurreret, medmindre det habitat, den vokser i er uforstyrret. Som følge heraf er bestandene ofte forbigående. De fleste formeringer i naturen ser ud til at være aseksuelle via turioner, hvilket sandsynligvis vil betyde, at bestande har begrænset evne til at rekolonisere, hvis de går tabt. Turionproduktionen er imidlertid ikke produktiv, idet vilde planter typisk kun producerer 4-5 turioner. Blomstring og frugt synes at være hyppigere i miljøer med lavt vand med svingende vandstand, såsom grøfter.